# Saxifraga coarctata
Saxifraga coarctata är en stenbräckeväxtart som beskrevs av W. W. Smith. Saxifraga coarctata ingår i Bräckesläktet som ingår i familjen stenbräckeväxter. Inga underarter finns listade i Catalogue of Life.